# Benedetta (film)
Benedetta è un film del 2021 scritto e diretto da Paul Verhoeven.
La pellicola, basata sul saggio di Judith C. Brown Atti impuri - Vita di una monaca lesbica nell'Italia del Rinascimento, è ispirata alla vita di Benedetta Carlini, una suora del XVII secolo che, dopo essersi unita a un convento italiano, inizia una storia d'amore con un'altra donna.

## Trama
La piccola Benedetta Carlini, figlia di una facoltosa famiglia toscana, entra nel convento teatino di Pescia per intraprendere il percorso monacale. Da sempre propensa ad avere visioni e comunicare direttamente col Cristo, questi episodi sembrano intensificarsi quando conosce la giovane Bartolomea, umile popolana entrata in convento per fuggire le angherie della propria famiglia, della quale si invaghisce. I prodigi vissuti da Benedetta la faranno nominare badessa del monastero e venerare come mistica, ma ben presto la sua figura finirà sotto accusa di blasfemia e saffismo, mentre nel resto del paese imperversa la peste.

## Produzione
Il film era stato originariamente intitolato Blessed Virgin.

### Pre-produzione
Dopo il successo commerciale del suo precedente film Elle, il regista Paul Verhoeven ha sviluppato diversi progetti, tra cui uno su Gesù basato sul suo libro Gesù of Nazareth, uno sulla Resistenza francese nella seconda guerra mondiale e un ultimo su una storia medievale ambientata in un monastero. Il 25 aprile 2017, il produttore Saïd Ben Saïd ha reso noto che il terzo progetto era stato scelto per essere realizzato. Gerard Soeteman, che aveva collaborato con Verhoeven in diversi film, tra cui Fiore di carne (1973), Il quarto uomo (1983) e Black Book (2006), e che inizialmente era stato scelto per scrivere il film, ha preso le distanze dal progetto e ha fatto rimuovere il suo nome dai titoli di coda poiché secondo lui la storia era troppo incentrata sulla sessualità.
Il 25 marzo 2018, Saïd Ben Saïd ha annunciato che Verhoeven aveva co-scritto la sceneggiatura con David Birke. Judith C. Brown, autrice del saggio adattato, ha affermato che "Paul Verhoeven e David Birke hanno scritto un copione fantasioso e affascinante che esplora l'intersezione tra religione, sessualità e ambizione umana in un'epoca di peste e fede".
Il 4 maggio 2018 è stato annunciato che il film era stato ribattezzato in Benedetta.

### Cast

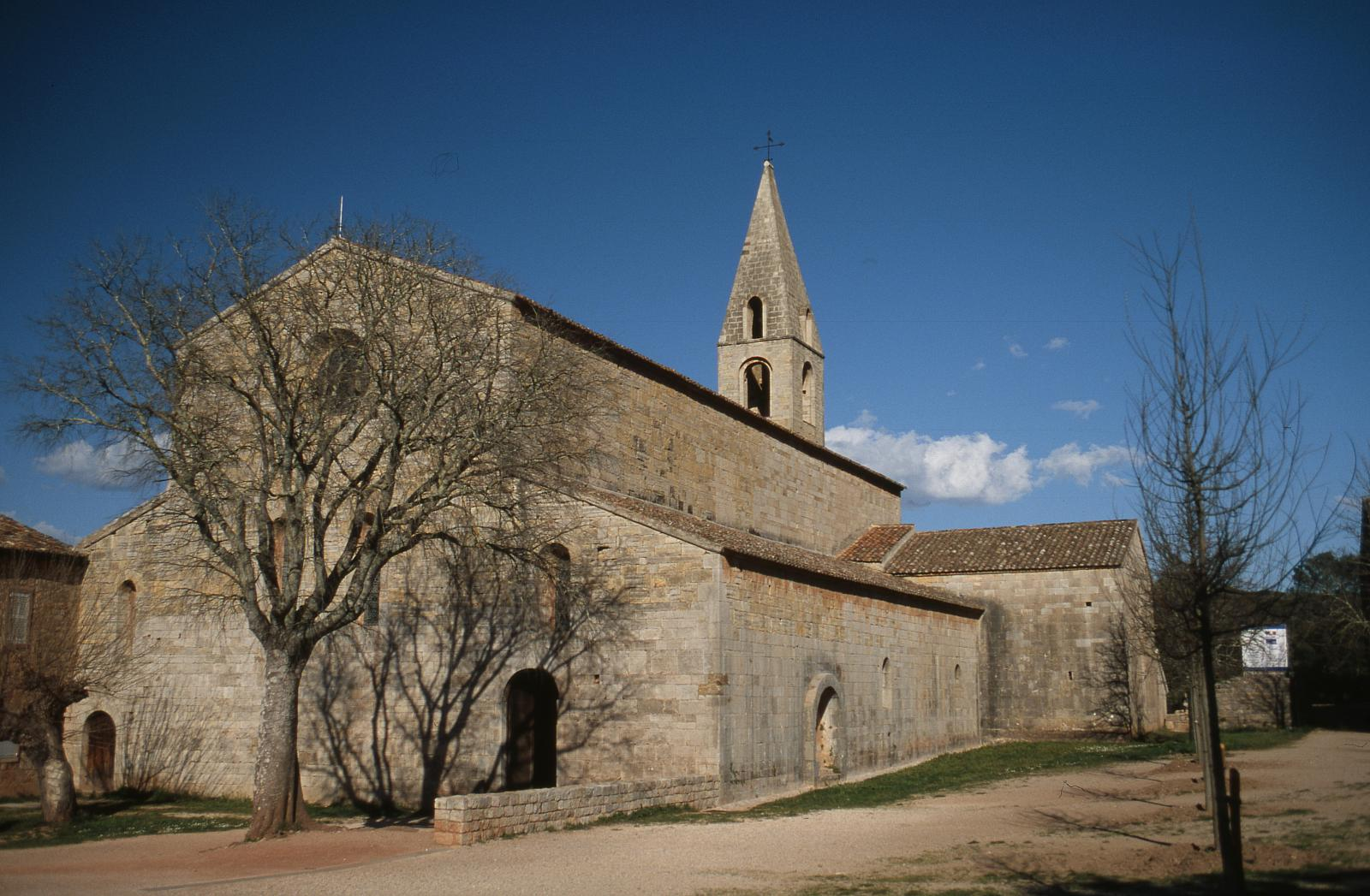
L'Abbazia di Le Thoronet, una delle location del film.

L'attrice belga Virginie Efira, che già aveva lavorato con Verhoeven, è stata scelta per interpretare il ruolo della protagonista Benedetta Carlini, una suora del XVII secolo che soffre di inquietanti visioni religiose ed erotiche. Il 3 aprile 2018, Lambert Wilson ha rivelato di avere un ruolo nella pellicola, mentre il 1º maggio seguente, Deadline ha reso noto che Charlotte Rampling era entrata in trattative per apparire nel film.

### Riprese
Le riprese principali sono iniziate il 19 luglio 2018 a Montepulciano, in Italia; sono poi proseguite a Bevagna e nella Val d'Orcia, sempre in Italia, e nell'Abbazia di Silvacane e nell'Abbazia di Le Thoronet, in Francia.

## Promozione
Le prime immagini del film sono state diffuse il 29 agosto 2018, mentre il trailer è stato pubblicato il 5 maggio 2021.

## Distribuzione

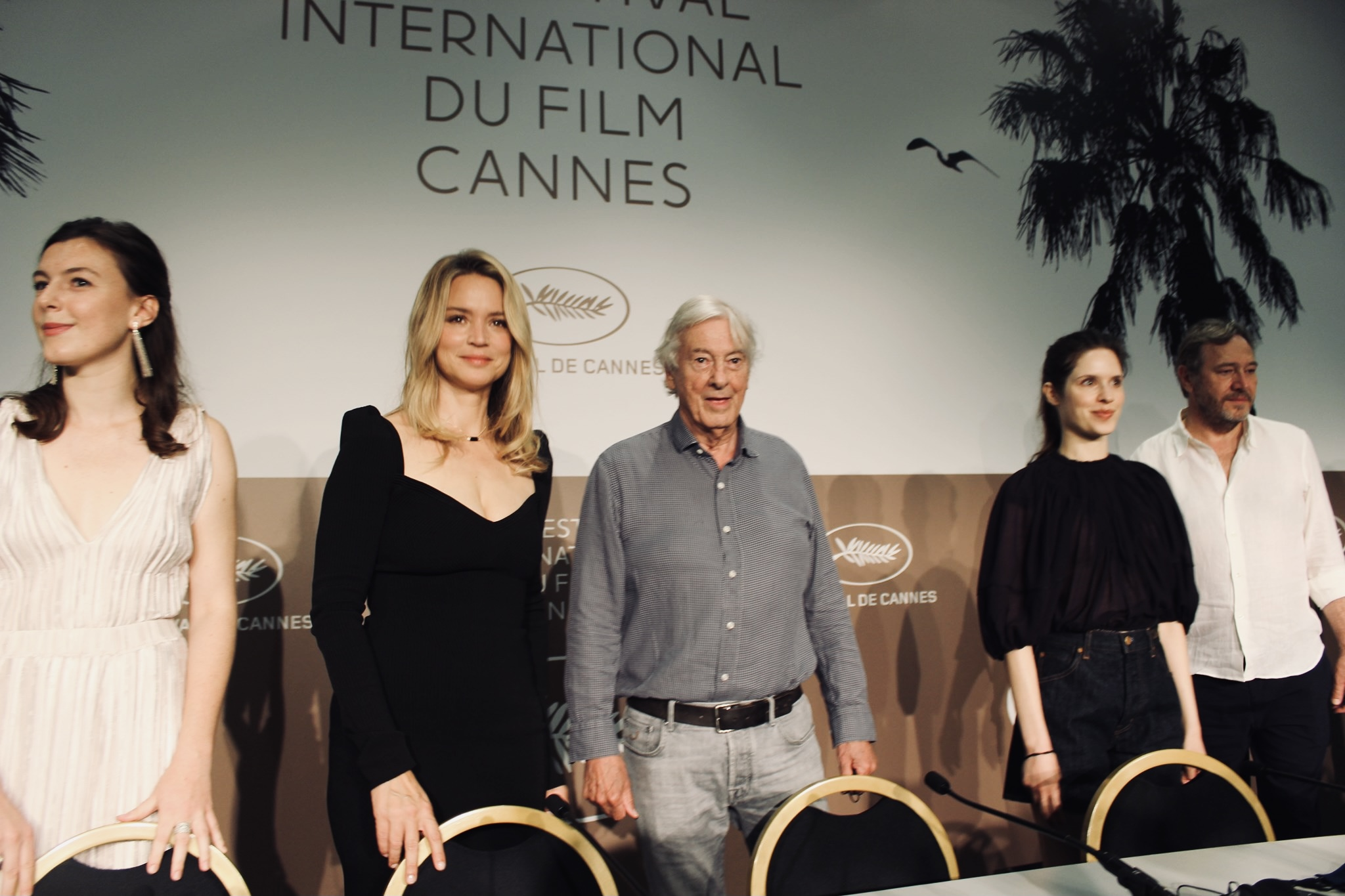
Il cast del film alla presentazione al Festival di Cannes 2021

Inizialmente era stato riferito che il film sarebbe stato presentato in anteprima al Festival di Cannes 2019, ma la Pathé il 14 gennaio dello stesso anno ha annunciato che la sua uscita era stata rinviata all'anno seguente, a causa di un ritardo nella post-produzione poiché Verhoeven si stava riprendendo da un intervento chirurgico. In seguito, l'uscita è stata nuovamente posticipata al 2021, stante la cancellazione della 73ª edizione del Festival a causa della pandemia di COVID-19 in Francia.
La pellicola è stata dunque presentata in anteprima, in concorso, al 74ª edizione del Festival di Cannes il 9 luglio 2021.
Il film è stato distribuito nella sale italiane dal 2 marzo 2023, dalla Movies Inspired.

### Divieti
A Singapore il film non è stato distribuito poiché ritenuto offensivo nei confronti di Gesù Cristo, della Chiesa cattolica e dei suoi membri.

## Accoglienza

### Incassi
Il film ha incassato globalmente 4231970 $, di cui 136839 $ durante il primo weekend.

### Critica
Sull'aggregatore di recensioni Rotten Tomatoes il film ottiene l'85% delle recensioni professionali positive, con un voto medio di 7,2 su 10 basato su 188 critiche, mentre su Metacritic ha un punteggio di 73 su 100 basato su 38 recensioni.

## Riconoscimenti
- 2022 - Premio Magritte
  - Candidatura come migliore promessa femminile per Daphné Patakia

## Casi mediatici
Durante la presentazione al New York Film Festival, il gruppo cattolico American Society for the Defense of Tradition, Family and Property ha inscenato una protesta contro il film, ritenuto blasfemo. Altre proteste da parte dell'associazione e di altri gruppi cattolici si sono registrate in seguito all'uscita della pellicola nelle sale cinematografiche statunitensi.